# Christopher Ernst von Stöcken
Christopher Ernst von Stöcken (* 4. August 1664; † 8. Februar 1711 in Kopenhagen) war ein dänischer Marineoffizier.

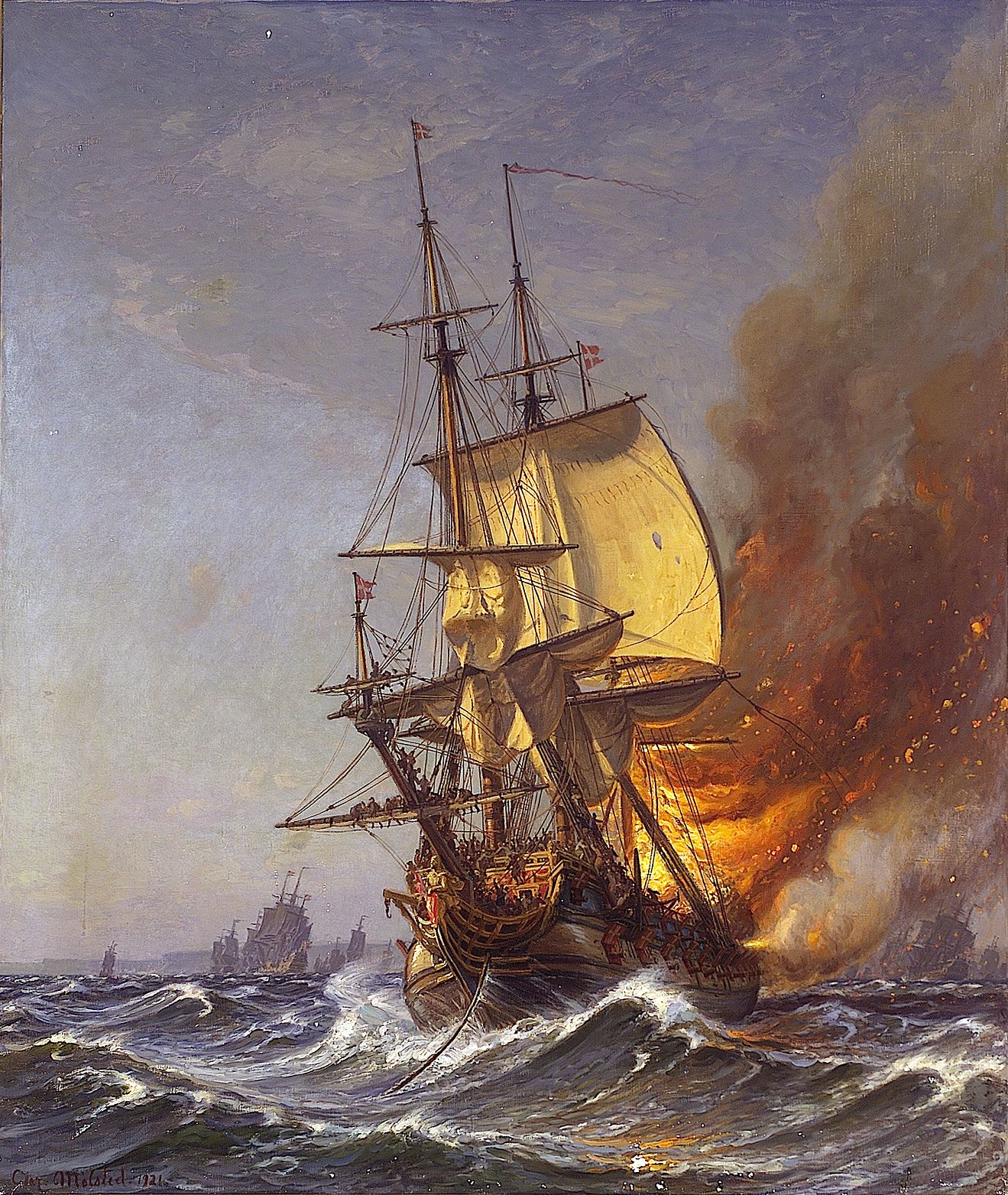
Die Dannebroge in der Seeschlacht bei Køge (1710)

## Familie
Stöcken stammte aus einer Rendsburger Ratsherrenfamilie. Sein Großvater Hinrich von Stökken († 1643) war dort Zollverwalter. Seine Eltern waren Heinrich von Stöcken (1631–1681) und Anna Catharina von Felden. Der Vater kontrollierte als Rentmeister und Generalkriegskommissar das gesamte dänische Finanzwesen und wurde 1679 in den Adelsstand erhoben. Stöcken hatte zwei Schwestern und vier Brüder, von denen einer jung starb. Brüder des Vaters waren der Jurist Gerhard von Stökken (1629–1681), Professor in Straßburg und der Pastor Christian von Stökken (1633–1684) Generalsuperintendent im Herzogtum Schleswig und Dichter des Barock.

## Laufbahn
Stöcken trat in die dänische Marine ein und wurde 1682 Leutnant. Er wurde schnell befördert – 1685 Kapitänleutnant, 1686 Kapitän, 1688 Schoutbynacht (Konteradmiral), 1693 Vizeadmiral und 1697 Admiral. Als junger Offizier war er zwischen 1682 und 1688 auch in niederländischen, venezianischen und englischen Diensten.
Nach einer Kriegsfahrt mit der Churprintzen wurde er 1689 Kommandeur eines Geschwaders, das eine Transportflotte von 70 Schiffen vom Lister Tief nach Leith eskortieren sollte. Die etwa 10.000 Mann starke Truppe des Herzogs von Württemberg sollte König Wilhelm III. gegen den vertriebenen König Jakob unterstützen. Winterstürme spalteten den Transport, der Leith nicht erreichte. Ein Großteil der Soldaten konnte jedoch in Hull an Land gesetzt werden. Zwei Offiziere Stöckens, Just Juel und Peter Raben, wurden später Admirale.

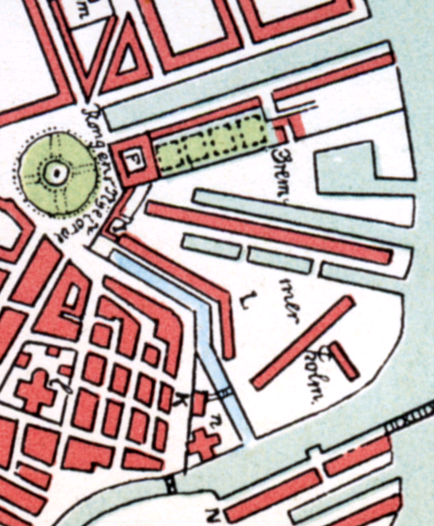
Der Holmen

Stöcken wurde danach Ekvipagemester des Holmen. Unterbrochen wurde dies 1691–1692 durch Teilnahme an Operationen der französischen Marine. Nach dem Tod von Admiral Henrik Span übernahm Stöcken als Overekvipagemester die Leitung des gesamten Holmen. Die Verlagerung der Einrichtungen auf den Nyholm, die spätere Marinestation Kopenhagen, machte in den folgenden Jahren gute Fortschritte. Es gelang ihm jedoch nicht den Ausbau der Festungsanlagen auf Nyholm zu erreichen.
Gelegentlich wurde Stöcken abkommandiert, 1699 war er Kommandeur eines Geschwaders in der Ostsee und im Großen Nordischen Krieg befehligte er ein Geschwader der Flotte von Generaladmiral Gyldenløve. Im Herbst 1709 wurde Stöcken mit einem Geschwader ins Kattegat geschickt um den Hafen Göteborg zu blockieren. In der Seeschlacht in der Køgebucht führte er ein Geschwader. Stöckens Flaggschiff war die Fredericus Quartus, mit 110 Kanonen das größte jemals gebaute dänische Linienschiff.
Stöcken war 1705 Mitglied der Kommission für Schiffbau, Mitglied der Kommission beim Kronrat, Deputierter des Polizeigerichts und 1708–1710 Berater des Polizei- und des Kommissariats-Kollegiums.
Als die Flotte im Winter 1710 aufgelegt wurde, sollte eine Kommission die Ursache zahlreicher Havarien dänischer Schiffe ermitteln. Die Kommission kam zu dem Schluss, dass Schiffsmasten und Takelage nicht angemessen dimensioniert waren. Dies wurde Stöcken als Kommandeur des Holmens zur Last gelegt. Er erhielt im Dezember 1710 seinen Abschied. Sein Biograph bezeichnet ihn als „verdient und effizient“.
Christopher Ernst von Stöcken starb nur drei Monate später im Alter von 46 Jahren. Er war unverheiratet und  wurde wie sein Vater in der Trinitatis-Kirche in Kopenhagen beigesetzt.

## Auszeichnungen
- Ritter des Dannebrogordens (1702)